# برج دیده‌بانی (مجله)
برج دیده‌بانی عنوان نشریه رایگان سازمان شاهدان یهوه است. این نشریه برای فروش نیست. انتشار آن بخشی از آموزش جهانی کتاب مقدس، برای اشاعه، تبلیغ، معرفی و آموزش روشمندی سازمان شاهدان یهوه می‌باشد (محتوای کلی این مجله و بنیاد فکری سازمان شاهدان یهوه مورد تأیید سایر مسیحیان نیست.) مجله برج دیده‌بانی از سال ۱۸۷۹ میلادی بدون وقفه منتشر شده‌است. در حال حاضر این نشریه به ۱۸۵ زبان دنیا از جمله فارسی منتشر می‌شود. همچنین نسخه‌هایی از آن به صورت دیجیتالی بر روی لوح فشرده و به صورت صوتی در وبگاه آن و همچنین به خط بریل منتشر می‌شود. میانگین شمارگان هر نسخه در حدود ۴۲ میلیون نسخه است.